# Patricia Routledge
Patricia Routledge, DBE (født 17. februar 1929) er en engelsk skuespiller, sanger og lydbogsindlæser, der nok mest er kendt for rollen som den snobbede Hyacinth Bucket i den britiske tv-serie Fint skal det være.

## Baggrund
Routledge blev født i Birkenhead i Cheshire i 1929. Etter at have fuldført en uddannelse ved Birkenhead High School og University of Liverpool, begyndte hun sin skuespilkarriere ved Liverpool Playhouse. Hun studerede også ved Bristol Old Vic Theatre School.

## Karriere

### Teater
Routledge har optrådt i en mængde sceneproduktioner, blandt andet Little Mary Earnest, Noises Off, The Importance of Being Earnest og The Solid Gold Cadillac. Hun havde sin debut på Broadway i 1969 i musicalen Darling of the Day, en optræden, som hun vandt en Tony-pris for.
Efter Darling of the Day havde Routledge roller i flere mindre succesfulde produktioner.

### Film og TV
Routledge har optrådt i flere TV-serier, blandt andet Coronation Street og Fint skal det være. I Fint skal det være havde hun rollen som den snobbede Hyacinth Bucket (som kræver, at folk udtaler hendes efternavn som Bouquet), der er kendt for sine Candlelight Suppers.
I 1996 fik hun hovedrollen i en anden TV-serie, Hetty på Sporet, hvor Dominic Monaghan havde rollen som hendes assistent.
I 1993 blev Routledge tildelt OBE, i 2004 blev hun til CBE og DBE nytårsaften 2016.

## Udvalgt filmografi

### Film
| År   | Titel                                | Rolle             |
| ---- | ------------------------------------ | ----------------- |
| 1968 | Hæv ikke broen - sænk floden         | Lucille Beatty    |
| 1968 | En elsker på loftet                  | Miss Reece        |
| 1969 | Hvis det er tirsdag, er vi i Belgien | Mrs. Featherstone |

### Tv-serier
| År      | Titel                 | Rolle                        | Note(r)                       |
| ------- | --------------------- | ---------------------------- | ----------------------------- |
| 1961    | Coronation Street     | Sylvia Sharp                 | 5 afsnit                      |
| 1971    | Sense and Sensibility | Mrs. Jennings                | 4 afsnit                      |
| 1974    | David Copperfield     | Mrs. Micawber                | 4 afsnit                      |
| 1977    | Nicholas Nickleby     | Madame Mantalini             | 5 afsnit                      |
| 1986    | Marjorie and Men      | Marjorie Belton              | 6 afsnit                      |
| 1988    | Talking Heads         | Miss Ruddock                 | afsnittet "A Lady of Letters" |
| 1990-95 | Fint skal det være    | Hyacinth Bucket              | 44 afsnit                     |
| 1996-98 | Hetty på Sporet       | Henrietta "Hetty" Wainthropp | 27 afsnit                     |

## Lydbøger i udvalg
- Emily Bronte: Wuthering heights (1983)
- Lewis Carroll: Alice's adventures in wonderland (1989)